# Фулгу (Васлуј)
Фулгу (рум. Fulgu) насеље је у Румунији у округу Васлуј у општини Пујешти. Oпштина се налази на надморској висини од 301 m.

## Становништво
Према подацима из 2002. године у насељу је живело 153 становника, од којих су сви румунске националности.